# Omar Hawsawi
Omar Hawsawi (1985. szeptember 27. –) válogatott szaúd-arábiai labdarúgó, hátvéd.

## Pályafutása

### Klubcsapatban
2009–10-ben az Al-Shoalah, 2010–2020 között az en-Naszr, 2020–2024 között az [[[El-Áttihád (Szaúd-Arábia)|el-Áttihád]] labdarúgója volt.

### A válogatottban
2013 és 2019 között 53 alkalommal szerepelt a szaúd-arábiai válogatottban és három gólt szerzett. Részt vett a 2018-as oroszországi világbajnokságon.